# Grand Prix Sezon 1949
Sezon Grand Prix 1949 – czwarty po II wojnie światowej i ostatni sezon Wyścigów Grand Prix. W 1950 roku został zainaugurowany cykl Formuły 1. Wyścigi przeprowadzano bolidami o pojemności silnika do 1,5 litra z turbodoładowaniem lub  4,5 litra bez turbodoładowania.

## Podsumowanie sezonu

### Grandes Épreuves
| Grand Prix                   | Tor               | Data        | Pole Position   | Najszybsze Okrążenie | Zwycięzca (kierowcy)    | Zwycięzca (konstruktorzy) | Wyniki |
| ---------------------------- | ----------------- | ----------- | --------------- | -------------------- | ----------------------- | ------------------------- | ------ |
| Grand Prix Wielkiej Brytanii | Silverstone       | 15 maja     | Luigi Villoresi | Prince Bira          | Emmanuel de Graffenried | Maserati                  | Wyniki |
| Grand Prix Belgii            | Spa-Francorchamps | 19 czerwca  | Luigi Villoresi | Giuseppe Farina      | Louis Rosier            | Talbot-Lago               | Wyniki |
| Grand Prix Szwajcarii        | Bremgarten        | 3 lipca     | Giuseppe Farina | Giuseppe Farina      | Alberto Ascari          | Ferrari                   | Wyniki |
| Grand Prix Francji           | Reims-Gueux       | 17 lipca    | Luigi Villoresi | Peter Whitehead      | Louis Chiron            | Talbot-Lago               | Wyniki |
| Grand Prix Włoch             | Monza             | 11 września | Alberto Ascari  | Alberto Ascari       | Alberto Ascari          | Ferrari                   | Wyniki |

### Pozostałe Grand Prix
| Grand Prix                                                        | Tor             | Data           | Zwycięzca (kierowcy)    | Zwycięzca (konstruktorzy) | Wyniki |
| ----------------------------------------------------------------- | --------------- | -------------- | ----------------------- | ------------------------- | ------ |
| Gran Premio del General Juan Perón y de la Ciudad de Buenos Aires | Palermo         | 29 stycznia    | Alberto Ascari          | Maserati                  | Wyniki |
| Gran Premio Eva Duarte de Perón                                   | Palermo         | 6 lutego       | Oscar Alfredo Gálvez    | Alfa Romeo                | Wyniki |
| Grande Prêmio Cidade do Rio de Janeiro                            | Independence    | 27 marca       | Luigi Villoresi         | Maserati                  | Wyniki |
| San Remo Grand Prix                                               | El Torreon      | 3 kwietnia     | Juan Manuel Fangio      | Maserati                  | Wyniki |
| Grand Prix du Pau                                                 | Pau-Ville       | 18 kwietnia    | Juan Manuel Fangio      | Maserati                  | Wyniki |
| Richmond Grand Prix                                               | Goodwood        | 18 kwietnia    | Reg Parnell             | Maserati                  | Wyniki |
| Grand Prix de Paris                                               | Linas-Montlhéry | 24 kwietnia    | Philippe Étancelin      | Talbot-Lago               | Wyniki |
| JCC Jersey Road Race                                              | St Hellier      | 28 kwietnia    | Bob Gerard              | ERA                       | Wyniki |
| Grand Prix du Roussillon                                          | Perpignan       | 8 maja         | Juan Manuel Fangio      | Maserati                  | Wyniki |
| Grand Prix de Marseille                                           | Prado           | 14 maja        | Juan Manuel Fangio      | Simca Gordini             | Wyniki |
| East Swiss Prize                                                  | Erlen           | 22 maja        | Emmanuel de Graffenried | Maserati                  | Wyniki |
| British Empire Trophy                                             | Douglas         | 26 maja        | Bob Gerard              | ERA                       | Wyniki |
| Swedish Summer GP                                                 | Skarpnäck       | 29 maja        | Prince Bira             | Maserati                  | Wyniki |
| Grand Prix des Frontières                                         | Chimay          | 5 czerwca      | Guy Mairesse            | Talbot-Lago               | Wyniki |
| Grand Prix de l'Albigeois                                         | Albi            | 10 lipca       | Juan Manuel Fangio      | Maserati                  | Wyniki |
| Zandvoort Grand Prix                                              | Zandvoort       | 31 lipca       | Luigi Villoresi         | Ferrari                   | Wyniki |
| Grand Prix de l'Automobile Club de France                         | Saint-Gaudens   | 7 sierpnia     | Charles Pozzi           | Delahaye                  | Wyniki |
| BRDC International Trophy                                         | Silverstone     | 20 sierpnia    | Alberto Ascari          | Ferrari                   | Wyniki |
| Lausanne Grand Prix                                               | Lausanne        | 27 sierpnia    | Giuseppe Farina         | Maserati                  | Wyniki |
| Goodwood Trophy                                                   | Goodwood        | 17 września    | Reg Parnell             | Maserati                  | Wyniki |
| Australian Grand Prix                                             | Leyburn         | 18 września    | John Crouch             | Delahaye                  | Wyniki |
| Velka cena Ceskoslovenska                                         | Brno            | 25 września    | Peter Whitehead         | Ferrari                   | Wyniki |
| Grand Prix du Salon                                               | Linas-Montlhéry | 9 października | Peter Whitehead         | Ferrari                   | Wyniki |
| Gran Premio del General Juan Perón y de la Ciudad de Buenos Aires | Palermo         | 18 grudnia     | Alberto Ascari          | Ferrari                   | Wyniki |